# Bezirk Raudnitz
Der Bezirk Raudnitz (tschechisch okres Roudnice nad Labem) war ein Politischer Bezirk im Königreich Böhmen. Sitz der Bezirkshauptmannschaft (okresní hejtmanství) war die Stadt Raudnitz (Roudnice nad Labem). Der Bezirk war nach dem Ersten Weltkrieg ein Bezirk der Tschechoslowakei und wurde eine Untergliederung des Ústecký kraj (Region Ústí).
1960 wurde der Bezirk aufgelöst und kam zum Okres Litoměřice (Bezirk Leitmeritz) im Severočeský kraj (Nordböhmische Region). Heute gehört das Gebiet zur 1997 erneut gebildeten Region Ústí in Tschechien.

## Geschichte
Die modernen, politischen Bezirke der Habsburgermonarchie wurden 1868 im Zuge der Trennung der politischen von der judikativen Verwaltung geschaffen.
Das Gebiet des Bezirks Raudnitz wurde 1868 aus den Gerichtsbezirken Libochowitz (Libochovice) und Raudnitz (Roudnice).
Im Bezirk Raudnitz lebten 1869 38.725 Personen, wobei der Bezirk ein Gebiet von 8,0 Quadratmeilen und 74 Gemeinden umfasste.
1900 beherbergte der Bezirk 48.766 Menschen, die auf einer Fläche von 459,84 km² bzw. in 83 Gemeinden lebten.
Der Bezirk Raudnitz umfasste 1910 eine Fläche von 459,32 km² und eine Bevölkerung von 53.629 Personen. Von den Einwohnern hatten 1910 165 Deutsch als Umgangssprache angegeben, 53.311 waren tschechischsprachig und 153 anderssprachig oder staatsfremd. Zum Bezirk gehörten zwei Gerichtsbezirke mit insgesamt 70 Gemeinden bzw. 72 Katastralgemeinden.